# Henri Favory
Henri Favory, né le 17 mars 1941 à Mahébourg, Île Maurice,, est un dramaturge, écrivain, metteur en scène et acteur de théâtre. Surnommé « le petit Shakespeare de l'Océan Indien » par Lindley Couronne, ancien directeur d'Amnesty International Maurice, il est considéré comme l'une des figures emblématiques du théâtre mauricien depuis les années 1970 et l'un des pionniers de la littérature en créole mauricien.

## Biographie
Fils d'un mécanicien et d'une mère au foyer dont il était l'un des cinq enfants, Henry Favory a rencontré son épouse Marie-France dans le milieu du théâtre et ils se sont mariés le 17 novembre 1973,. Ils ont eu deux enfants. Autrefois instituteur à l'école primaire, il est aujourd'hui retraité après quarante ans d'enseignement, mais continue à exercer dans le milieu artistique. Il a découvert le théâtre après l'indépendance de l'Ile Maurice en 1968, notamment grâce à des accords culturels passés avec la France. À l'époque, il suit des cours de théâtre au Centre culturel français de Beau Bassin-Rose Hill, à Mahébourg et dans la capitale Port-Louis. Il y rencontre Bernard Mathonnat qui le familiarise avec le nouveau théâtre, lui apprend à travailler le corps sur la scène et l'art de l'improvisation.
Henri Favory écrit sa première pièce Le Blanc pendant son apprentissage théâtral puis La Rencontre avec son épouse qu'il interprète à l'occasion de leur mariage en novembre 1973. En 1974, il écrit et met en scène la première pièce de théâtre jamais écrite en créole mauricien, Tizan Zoli. C'est le début d'une démarche artistique et linguistique plaçant le créole mauricien au centre de son œuvre. Jusqu'alors marginalisée culturellement dans la société mauricienne, la langue de l'île devient un moyen d'expression privilégié pour Henri Favory et d'autres écrivains comme Dev Virahsawmy ou Azize Asgarally. Pour eux, le théâtre doit aider à construire une culture nationale qui passe par la reconnaissance d'une langue propre au pays. Ils estiment que le créole est la seule langue qui peut réellement exprimer les complexités de la vie mauricienne. Leur choix littéraire devient alors militant et politique, en réaction au passé colonial,.
En 1980, Henri Favory met en scène Anjalay en hommage à Anjalay Coopen, l'une des grandes figures de l'Ile Maurice. Tuée en 1943 alors qu'elle était enceinte et en grève, cette jeune ouvrière agricole est devenue un symbole de la résistance à l'oppression. En 1983, il poursuit son travail sur le thème des l'exploitation des travailleurs avec Tras l'une de ses pièces les plus connues. Elle raconte une histoire inspirée d'un procès réel du début des années 1970 tenu lorsqu'un groupe de laboureurs de l'industrie sucrière, composée en majorité de femmes, entre en conflit avec le patronat. Inspirée entre autres par Bertolt Brecht, la pièce est un grand succès tant populaire que critique et est même joué à l'étranger, notamment au Festival mondial de théâtre de Nancy. C'est la seule qu'Henri Favory a proposé en ouvrage papier à l'époque, préférant privilégier la performance artistique plutôt que l'écriture figée. Le groupe Ledikasyon Pu Travayer (LPT) a publié à ses frais la première version de l'œuvre et l'a ensuite utilisée pour des missions d'alphabétisation,. Étudiée à l'université, Tras a été rééditée en 2013 aux Éditions de l'Océan Indien en version bilingue créole-français avec le soutien de l'association des droits humains DIS-MOI, à l'initiative de son directeur Lindley Couronne. La poétesse réunionnaise Catherine Boudet a participé à la préparation de la version française.
Depuis Tras, Henri Favory a écrit et mis en scène de nombreuses pièces. Il gère sa propre troupe de théâtre avec sa femme qui enseigne l'art dramatique au collège, et avec qui il s'occupe aussi d'une école de théâtre. Henri Favory est très engagé dans l'éducation théâtrale de la jeunesse et travaille avec de nombreuses associations, notamment en Afrique du Sud. Fin 2014 et début 2015, son projet principal était Sans, une pièce commandée par l'association DIS-MOI pour lutter contre le communalisme.